# 폰페이섬

폰페이섬의 기

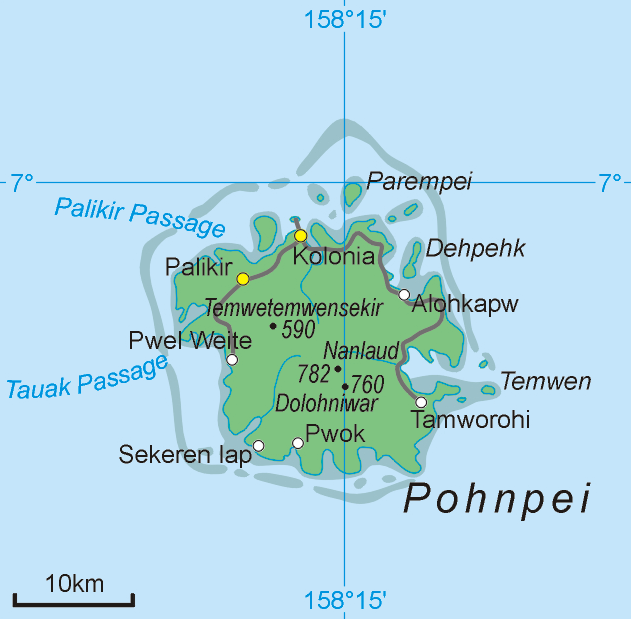
폰페이섬

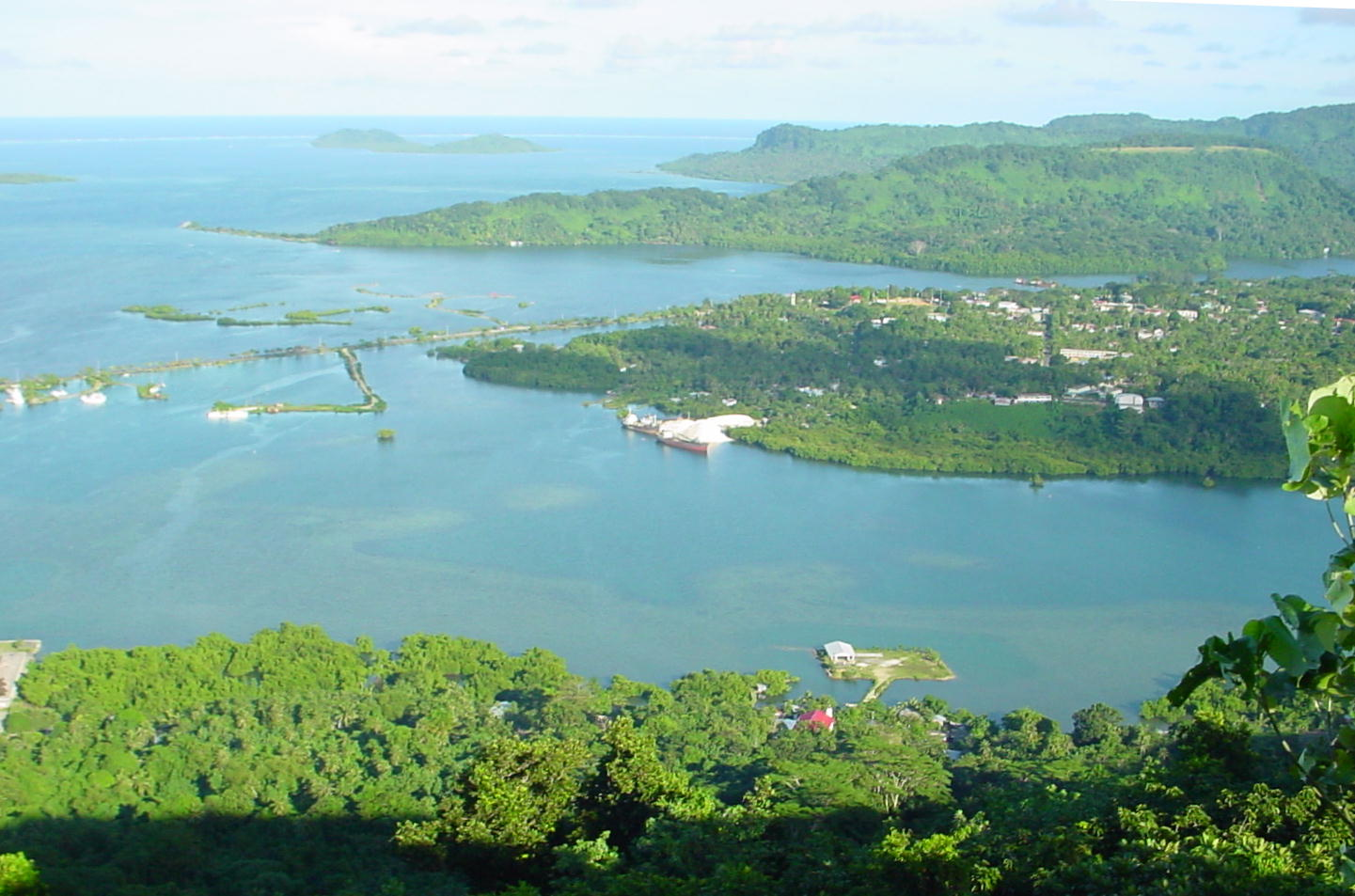
소케 산 정상에서 본 콜로니아 마을

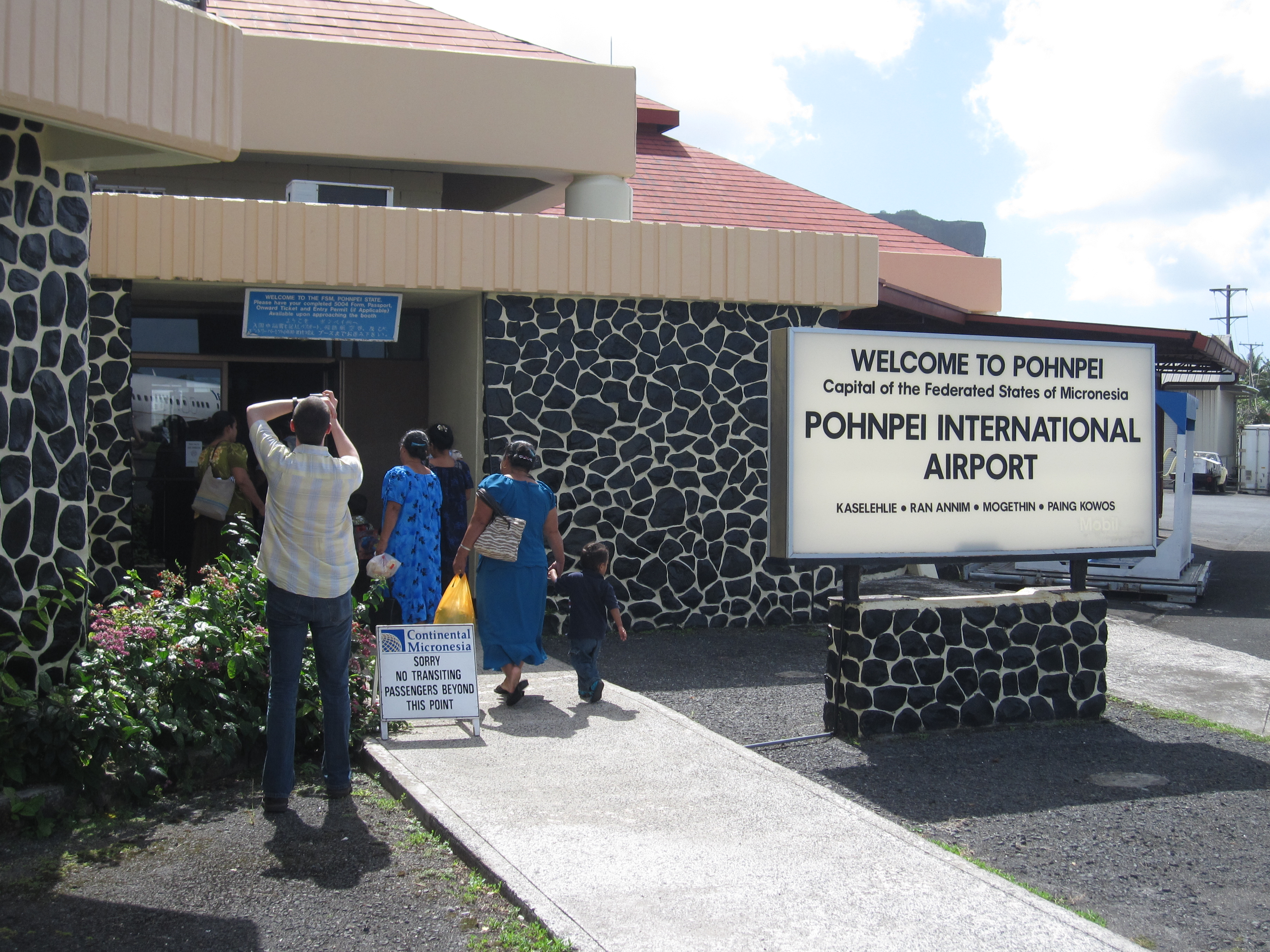
폰페이 국제공항

폰페이섬(Pohnpei)은 미크로네시아 연방의 섬으로, 캐롤라인 제도에 속한다. 미크로네시아 연방의 수도인 팔리키르(Palikir)가 위치하며 행정 구역상으로는 폰페이주에 속한다. 과거에는 포나페섬(Ponape)으로 알려지기도 했으며 섬 이름은 현지어로 "돌로 만든 제단(pehi) 위(pohn)"를 뜻한다. 섬 안에는 폰페이 국제공항이 있다.
면적은 345km2, 인구는 약 34,000명, 섬의 최고점은 780m이며 미크로네시아 연방에서 면적이 가장 크고 인구가 가장 많은 섬이다. 이 섬에 거주하는 주민은 폴리네시아인이 다수를 차지한다. 조류가 많이 서식하는데 그 중에서도 폰페이 섬 특유의 4종류의 조류(폰페이 잉꼬새, 폰페이 공작, 폰페이 딱새, 폰페이 동박새)가 서식한다. 한때 폰페이 찌르레기도 서식했지만 현재는 멸종된 상태이다.

## 기후
| Pohnpei의 기후           | Pohnpei의 기후 | Pohnpei의 기후 | Pohnpei의 기후 | Pohnpei의 기후 | Pohnpei의 기후 | Pohnpei의 기후 | Pohnpei의 기후 | Pohnpei의 기후 | Pohnpei의 기후 | Pohnpei의 기후 | Pohnpei의 기후 | Pohnpei의 기후 | Pohnpei의 기후 |
| 월                       | 1월            | 2월            | 3월            | 4월            | 5월            | 6월            | 7월            | 8월            | 9월            | 10월           | 11월           | 12월           | 연간           |
| ------------------------ | -------------- | -------------- | -------------- | -------------- | -------------- | -------------- | -------------- | -------------- | -------------- | -------------- | -------------- | -------------- | -------------- |
| 일평균 최고 기온 °C (°F) | 30 (86)        | 30 (86)        | 30 (86)        | 30 (86)        | 30 (86)        | 30 (86)        | 30 (86)        | 31 (87)        | 31 (87)        | 31 (87)        | 31 (87)        | 30 (86)        | 30 (86)        |
| 일평균 최저 기온 °C (°F) | 23 (73)        | 24 (75)        | 24 (75)        | 23 (73)        | 23 (73)        | 23 (73)        | 22 (71)        | 22 (71)        | 22 (71)        | 22 (71)        | 23 (73)        | 23 (73)        | 22 (71)        |
| 평균 강수량 mm (인치)    | 310 (12.1)     | 260 (10.2)     | 360 (14)       | 450 (17.6)     | 490 (19.4)     | 420 (16.6)     | 440 (17.2)     | 410 (16.3)     | 400 (15.9)     | 410 (16.2)     | 400 (15.9)     | 420 (16.7)     | 4,770 (187.8)  |
| 출처: Weatherbase        |                |                |                |                |                |                |                |                |                |                |                |                |                |

## 지도

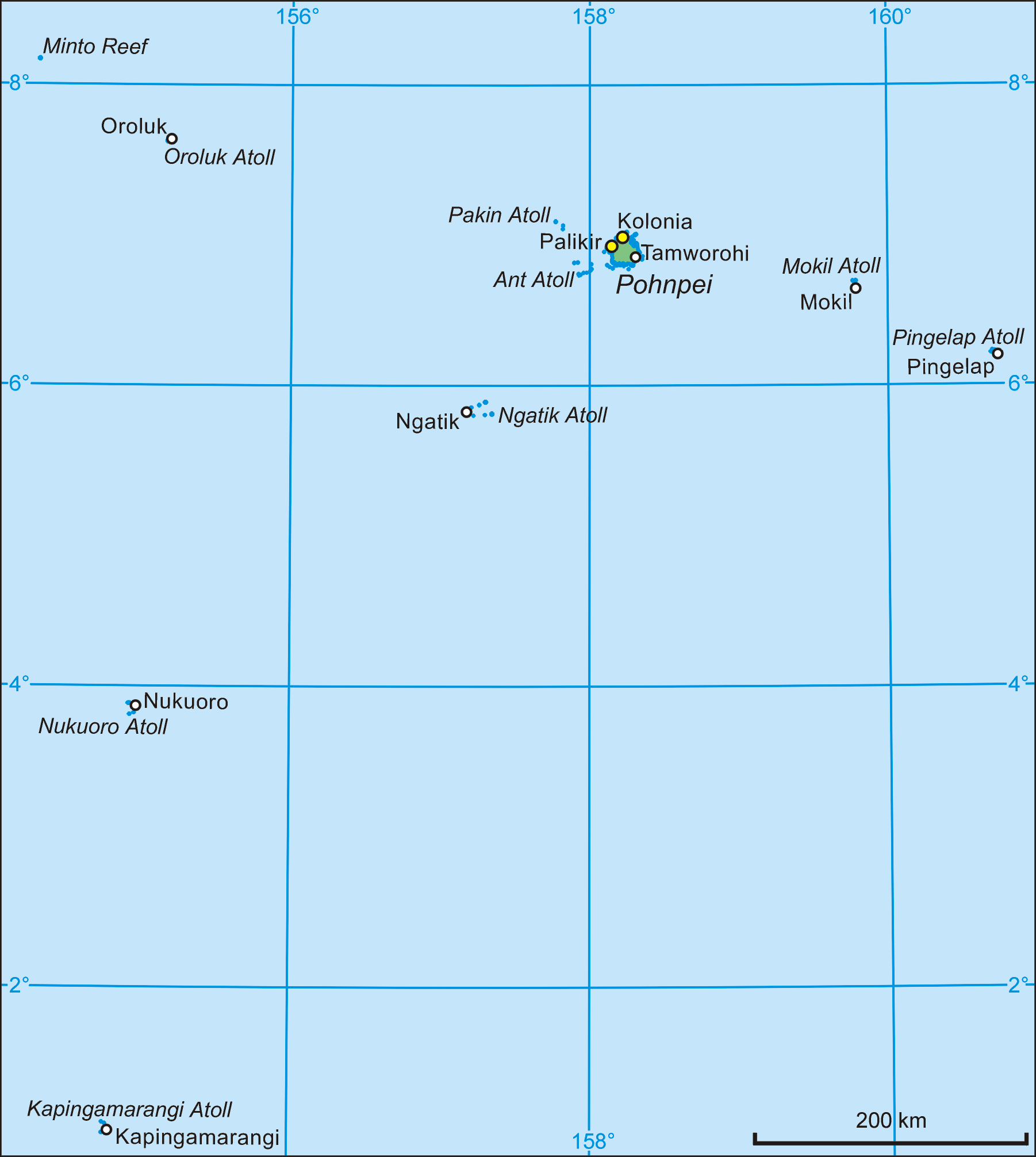
폰페이 섬의 위치
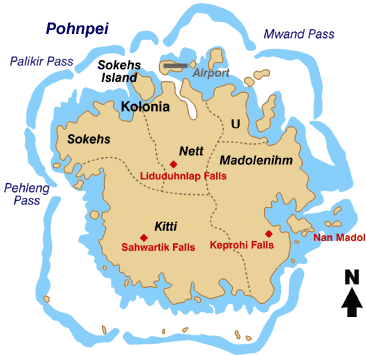
폰페이 섬의 행정구

## 같이 보기
- 카핑아마랑이 환초
- 핀지랩
- 난 마돌